# 宝萊山古墳
宝萊山古墳（ほうらいさんこふん/ほうらいざんこふん、宝来山古墳）は、東京都大田区田園調布にある古墳。形状は前方後円墳。荏原台古墳群（荏原古墳群）を構成する古墳の1つ。東京都指定史跡に指定されている。

## 概要
東京都南部、武蔵野台地南西部の多摩川左岸の台地縁辺部に築造された大型前方後円墳である。台地上では荏原台古墳群（荏原古墳群）の営造が認められており、本古墳は亀甲山古墳（国の史跡）とともに荏原台古墳群を代表する。古墳名の「宝萊」は古くから見られる名称になる。これまでに1934年（昭和9年）に土取りで後円部の3分の2が失われ、その際に埋葬施設が露出して副葬品が出土している。その他の墳丘残存部は良好に遺存しており、1995年（平成7年）には確認調査が実施されている。
墳形は前方部がバチ形に広がる前方後円形で、前方部を南東方に向けて亀甲山古墳と向き合う。墳丘は後円部が3段築成、前方部が2段築成。墳丘外表で葺石・埴輪は認められていないほか、墳丘周囲には1段のテラスが巡らされる。埋葬施設は後円部墳頂下3メートルにおける粘土槨で、発見の際に副葬品多数が出土している。また前方部においても別の埋葬施設の存在が推測される（未調査のため詳細は不明）。築造時期は古墳時代中期の4世紀末葉頃（または古墳時代前期の4世紀前半頃）と推定され、亀甲山古墳に先立つ築造に位置づけられるほか、多摩川下流域では最初の首長墓に位置づけられる。
古墳域は1955年（昭和30年）に東京都指定旧跡に指定されたのち、1996年（平成8年）に東京都指定史跡に指定された。現在の一帯は多摩川台公園として史跡整備がなされている。

## 遺跡歴
- 1934年（昭和9年）、宅地造成工事で土取り。埋葬施設の発見および副葬品の出土[7]。
- 1955年（昭和30年）3月28日、東京都指定旧跡に指定[4]。
- 1995年（平成7年）、公園整備に伴う確認調査[5]。
- 1996年（平成8年）3月18日、東京都指定史跡に種別変更[4]。

## 墳丘
墳丘の規模は次の通り。
- 墳丘長：97.5メートル
- 後円部 - 3段築成。3分の2は削平で欠失。
  - 直径：52メートル
  - 高さ：11メートル
- 前方部 - 2段築成。
  - 幅：37メートル
  - 高さ：8メートル

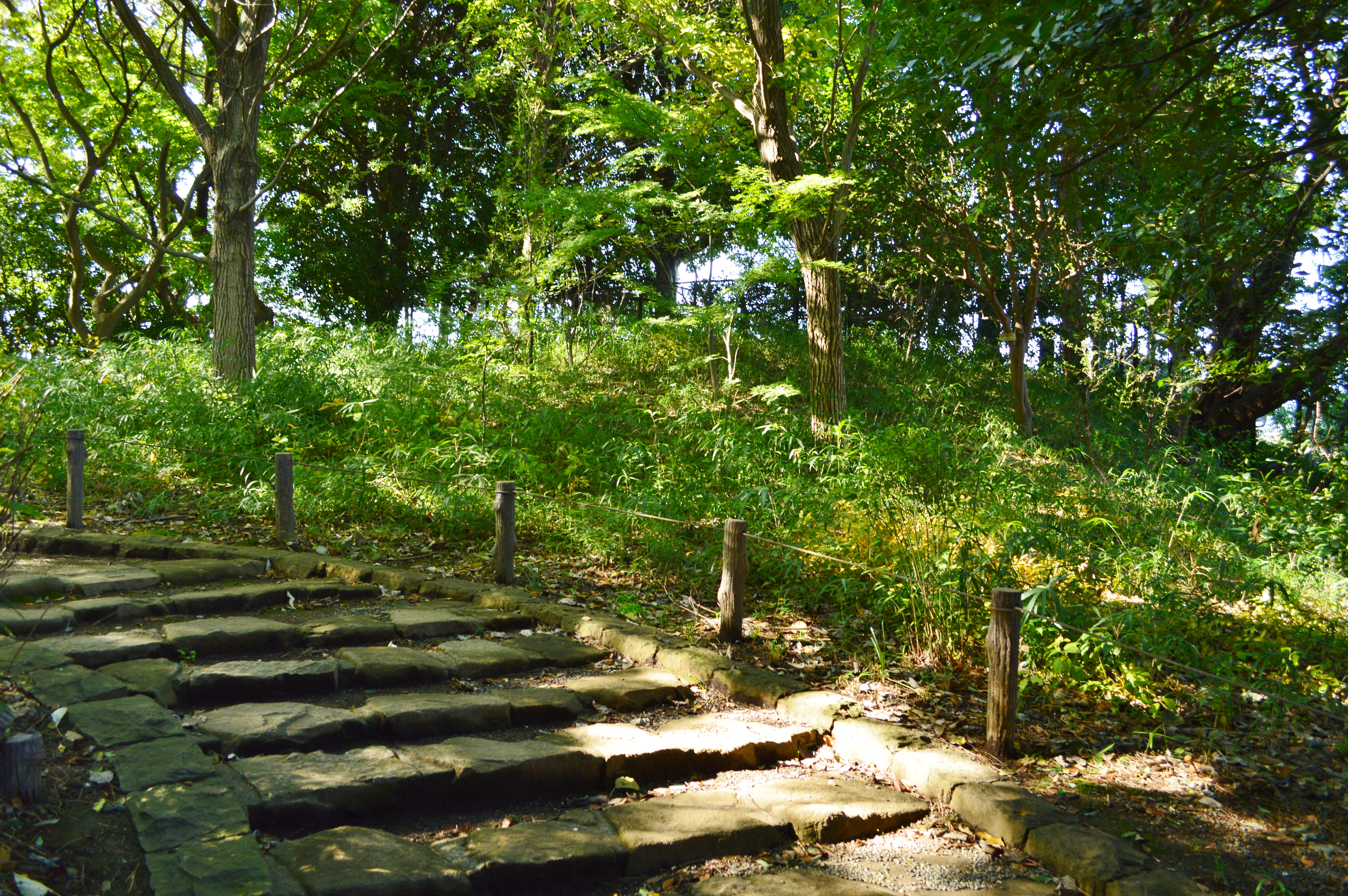
くびれ部から後円部を望む
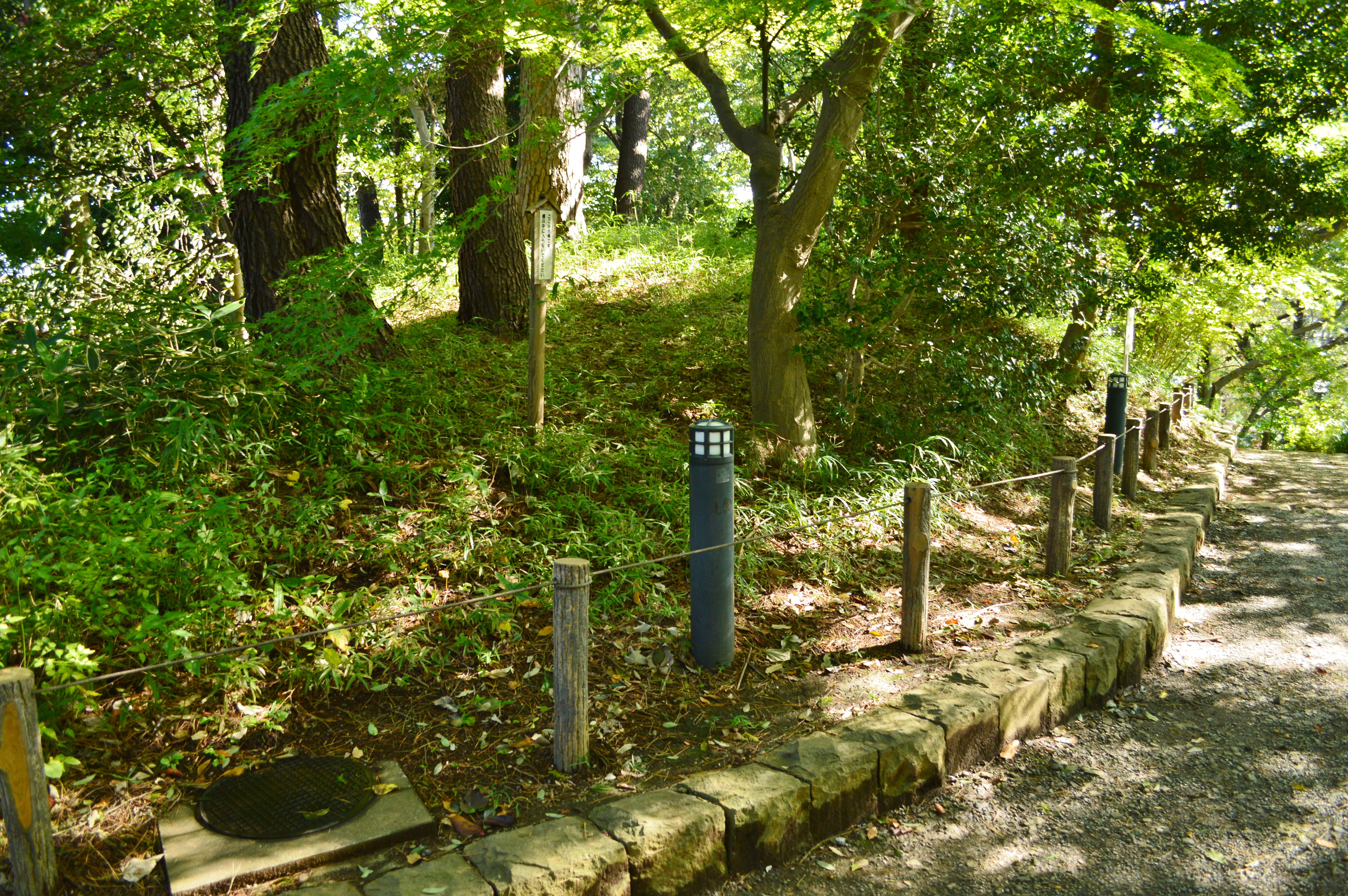
くびれ部から前方部を望む

## 出土品
埋葬施設から出土した副葬品は次の通り。
- 仿製四獣鏡 1
- 紡錘車形碧玉製品 1
- 勾玉 4
- 管玉 67
- 丸玉 173
- 小玉 391
- 大刀 10
- 槍（形鉄器） 2
- 刀子 1

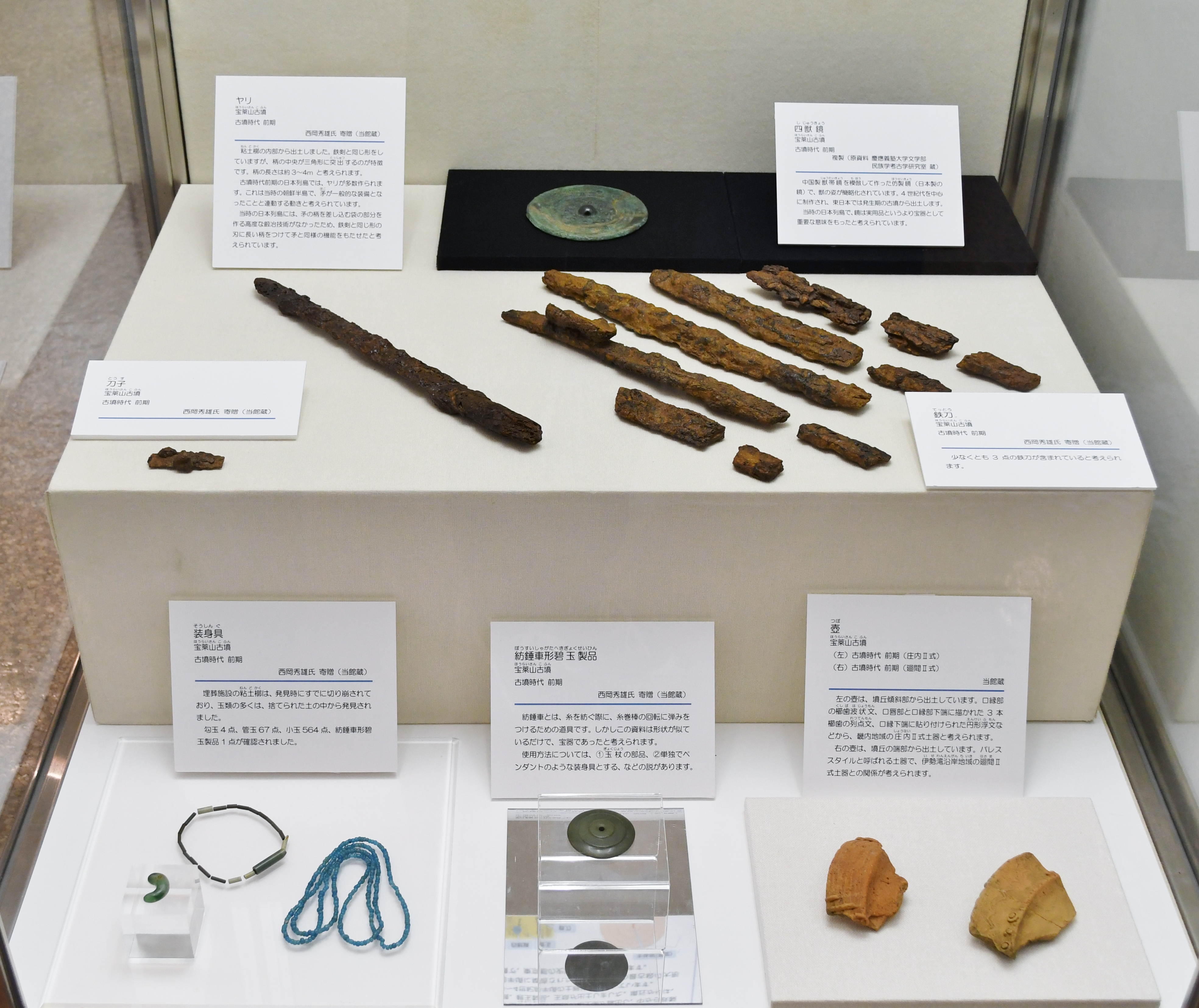
出土品大田区立郷土博物館展示。

現在、これらの出土品は慶應義塾大学および大田区立郷土博物館（大田区南馬込5丁目）で保管されるほか、レプリカが大田区立多摩川台公園古墳展示室で展示されている。

## 文化財

### 東京都指定文化財
- 史跡
  - 宝萊山古墳 - 1926年（大正15年）4月に標識、1952年（昭和27年）4月1日に史跡指定、1955年（昭和30年）3月28日に旧跡指定、1996年（平成8年）3月18日に種別変更[4]。

## 現地情報
所在地
- 東京都大田区田園調布4丁目4番1号（多摩川台公園内）

域内への立ち入り
- 古墳域の周囲は柵で囲まれているが昼間の立ち入りは可能で、夜間のみ施錠され立ち入りが制限される。

交通アクセス
- 東急電鉄東横線・目黒線・東急多摩川線 多摩川駅（徒歩約15分）[4]

関連施設
- 慶應義塾大学 - 宝萊山古墳出土品原品を保管[6]。
- 大田区立郷土博物館（大田区南馬込5丁目） - 宝萊山古墳出土品原品を保管[6]。
- 大田区立多摩川台公園古墳展示室（大田区田園調布1丁目） - 多摩川台公園の古墳のガイダンス施設。宝萊山古墳出土品レプリカを展示[6]。

周辺
- 荏原台古墳群
  - 亀甲山古墳 - 国の史跡。
  - 多摩川台古墳群 - 東京都指定史跡。亀甲山古墳・宝萊山古墳の間に営造された後期古墳群。

## 関連文献
（記事執筆に使用していない関連文献）
- 『東京都指定史跡宝萊山古墳 -大田区立多摩川台公園拡張部公園整備に伴う範囲確認調査報告書-』東京都指定史跡宝萊山古墳調査会、1998年。